# 春武里
春武里市，是泰国的一座城市，位于曼谷以东100公里，滨临泰国湾。春武里是春武里府的省会，也是春武里直辖县的县府所在地。春武里含义为“水城”。